# 3821 Sonet
A 3821 Sonet (ideiglenes jelöléssel 1985 RC3) egy kisbolygó a Naprendszerben. Henri Debehogne fedezte fel 1985. szeptember 6-án.